# Mariana Lidia Torres Pérez
Mariana Lidia Torres Pérez (La Habana, 27 de marzo de 1961) es guionista, productora de cine y televisión, periodista y poeta cubana.

## Cineasta
Se dio a conocer como directora en el Festival Internacional de Nuevo Cine Latinoamericano de 1993 realizado en La Habana, con el cortometraje "El Bicifante", por el cual resultó finalista en las categorías de dirección y guion. 
En 1999, obtuvo la primera mención en la categoría de Guion Original por el largometraje "En el Frío Disco de La luna" dentro del mismo Festival.
Fue productora y directora del filme documental "Natural" (2009-2010) auspiciado por la Universidad Estatal de California en San Bernardino. Estuvo a cargo de la producción de los cortometrajes "Amor a Ciegas", "Lección de Música", "Un Acercamiento a la Fe", "Soñando Contigo", "Foto" , "Ve con el Señor" y "Por la Boca Muere el Pez", del Centro Internacional de Guionismo de Cine y Televisión S.C. (México, D.F.), institución donde fungió como directora general y profesora de Cátedra de Guionismo y Lenguaje Audiovisual.
Entre sus guiones más reconocidos destacan el del cortometraje "El Último Día en el Sol" realizado para CREE 8 Productions (Los Ángeles, CA, 2003); las telenovelas "Divorciada" (en coautoría con Bernardo Romero) de R.T.I. - Canal A (Colombia) y "Nada Más que Amor" (en coautoría con Gabriel Santos) de Televisión Azteca (México); el documental "¿Dónde está Casal?", que fue antologado entre las mejores obras de los 100 años del cine Latioamericano (Cuba); y los guiones para el programa televisivo "Buena Suerte Viviendo" de Canal 6 de Televisión Cubana.

## Escritora
Comenzó su producción literaria en 1986 en su natal Cuba con el poemario Fotogenia publicado por la revista "El Caimán Barbudo". 
En la década de los noventa su obra se internacionalizó al ser retomada por revistas de México, Estados Unidos, Nicaragua, España y Perú. Es autora de los libros:
- Los Oros (poemario). Editorial Extramuros, 1992.

- Del amor y sus contrarios (sonetos). Kindle, 2013.

- Poemas del exilio. Kindle, 2014.

### Compilaciones
Varios de sus poemas fueron incluidos en la antología "Retrato de Grupo" (Editorial Letras Cubanas, 1989) y en la compilación de poesía femenina cubana "Poesía Infiel" (Editorial Abril, 1990). En 1996 la Editorial del Instituto Veracruzano de Cultura, de México, también seleccionó varios de sus poemas para el libro Algunos Pelos del Lobo, compilación de poesía cubana contemporánea. 
Ha participado como autora invitada en las ediciones 2002 y 2003 de la Feria Internacional del Libro de Guadalajara y Feria Internacional del Libro de La Habana.